# ساندرين دوماس
ساندرين دوماس (بالفرنسية: Sandrine Dumas)‏ هي ممثلة فرنسية، ولدت في 28 أبريل 1963 في نويي-سور-سين في فرنسا.

## وصلات خارجية
- ساندرين دوماس على موقع IMDb (الإنجليزية)
- ساندرين دوماس على موقع ألو سيني (الفرنسية)
- ساندرين دوماس على موقع أول موفي (الإنجليزية)
- ساندرين دوماس على موقع قاعدة بيانات الأفلام السويدية (السويدية)
- ساندرين دوماس على موقع قاعدة بيانات الفيلم (الإنجليزية)
- ساندرين دوماس على موقع كينوبويسك (الروسية)